# فيروس كورونا ألفا
فيروس كورونا ألفا أو فيروس كورونا الألفائي (الاسم العلمي: Alphacoronavirus) هو أولُ جنسٍ من بين الأجناس الأربعة (ألفا، بيتا، جاما، دلتا) ضمن فُصيلة الكوراناوات والتي تنتمي لفصيلة الكورونية (التاجية). تُعد فيروسات كورونا فيروساتٍ مُغلفة مع جينومِ حمضٍ نووي ريبوزي مفرد السلسلة موجب الاتجاه، والتي تشمل كلًا من الأنواع البشرية أو حيوانية المنشأ. تكون الفيروسات ضمن هذه الفُصيلة كروية الفريونات مع بروزاتٍ سطحيةٍ على شكل هراوة وصميمٍ هيكلي. يُشتق اسم "coronavirus" (اختصارًا CoV) من (باللاتينية: corona) وتعني التاج أو الهالة، حيثُ يُشير الاسم إلى المظهر المميز لجزيئات الفيروس (الفريونات) والذي يظهر عبر المجهر الإلكتروني. يحتوي عذا الجنس على ما كان يُعتبر سابقًا مجموعة فصيلة فيروسات كورونا 1 (phylogroup 1 coronaviruses).
تنحدر سُلالات فيروسات كورونا ألفا وبيتا من مجموعة جينات الخفافيش.

## علم الفيروسات
يكون الفريون مغلفًا وكرويًا في الشكل، ويبلغ قطره 120-160 نانومتر مع صميمٍٍ هيكلي يبلغ حوالي 65 نانومتر. تُشكل البروتينات السكرية والثلاثية بروزاتٍ سطحيةٍ كبيرة، والتي تُشكل مظهر الهالة الشمسية التي يأخذ الفيروس اسمه منها. يكون الجينوم عبارةً عن حمض نووي ريبوزي مفرد السلسلة موجب الاتجاه بطول يتراوح ما بين 27 إلى 29 كيلو قاعدة وذيل 3’-البولي أدينيلات. يوجد قالبي قراءة مفتوحة عند 5'-نهاية الجينوم وتُشفر البروتينات الرئيسية غير الهيكلية التي يُعبر عنها كبروتينٍ اندماجي عن طريق انزياح الإطار الريبوسومي. تشمل مناطق مع إنزيمات الببتيداز، والهيليكاز، وبوليميراز الرنا. هناك 7 جيناتٍ أُخرى في المجرى والتي تشفر البروتينات الهيكلية. يُعبرُ عن هذه من مجموعة متداخلة 3'-coterminal من الرنا الرسول تحت المجيني.

## التصنيف
- رتبة: فيروسات عشية
  - فصيلة: كورونية
    - تحت الفصيلة: لكوراناوات
      - جنس فيروس كورونا ألفا; الأنواع النمطية: فيروس كورونا ألفا 1
        - الأنواع: فيروس كورونا ألفا 1، فيروس كورونا هري، فيروس كورونا كلبي، فيروس كورونا بشري 229E، فيروس كورونا بشري NL63، فيروس كورونا خفاش محني الجناح 1، فيروس كورونا خفاش محني الجناح HKU8، فيروس الإسهال الوبائي الخنزيري، فيروس كورونا خفاش حدوة الفرس HKU2 وفيروس كورونا خفاش إلف الظلام 512. فيروس كورونا التهاب المعدة والأمعاء الساري

## روابط خارجية
- http://viralzone.expasy.org/all_by_protein/766.html